# Billy Barty
Billy Barty (Millsboro, 25 de outubro de 1924 – Glendale, 23 de dezembro de 2000), nascido William John Bertanzetti, foi um ator americano.

## Biografia
Barty, um ítalo-americano, nasceu em Millsboro, Pensilvânia. Ele contracenou com Mickey Rooney nos curtas mudos de Mickey McGuire, uma série de comédias infantis da década de 1920 similar no tom às comédias de "Our Gang" e "Little Rascals". Em The Gold Diggers of 1933, Barty, então com nove anos, apareceu no papel de um bebê que escapa do carrinho. Em função de sua estatura, muito de seu trabalho consistiu de pequenas partes, embora ele tenha aparecido com destaque em The Day of the Locust (1975), W. C. Fields and Me (1976), The Happy Hooker Goes To Washington (1977), Foul Play e The Lord of the Rings (ambos de 1978), Under the Rainbow (1981), Night Patrol (1984), Legend (1985), Masters of the Universe (1987), Willow (1988), UHF (1989), Life Stinks e Radioland Murders (1994). Barty era conhecido por sua grande energia e entusiasmo em qualquer produção da qual participasse. Ele também fez uma notável interpretação do pianista Liberace. Ele se apresentou no grupo de comédia musical de Spike Jones nos palcos e na televisão.
Barty também estrelou um programa de televisão do Sul da Califórnia em meados da década de 1960, de nome "Billy Barty's Bigtop", que mostrava com frequência curtas d'Os Três Patetas. Um dos três participantes do grupo, Moe Howard visitou-o no programa na condição de convidado-surpresa. O programa deu a muitas crianças da região de Los Angeles a primeira oportunidade de se familiarizar com pessoas mais baixinhas, até então mais mostradas apenas como curiosidades.
Barty foi um grande ativista em favor das pessoas com nanismo. Ele se desapontou com a insistência de seu contemporâneo Hervé Villechaize de que eles eram anões em vez de apenas atores com nanismo.
Barty foi casado com Shirley Bolingbroke, de Idaho, de 1962 até a morte. Eles tiveram dois filhos. Ele e sua família faziam parte d'A Igreja de Jesus Cristo dos Santos dos Últimos Dias.

## Morte
Barty morreu de insuficiência cardíaca em 2000 aos 76 anos. Ele foi enterrado no Cemitério Forest Lawn Memorial Park, em Glendale.

## Frases
- "O nome de minha condição é hipoplasia cartilagem-cabelo, mas você pode me chamar de Billy." [4]
- "O público em geral pensa que todas as pessoas pequenas estão em circos ou em miniespetáculos. Nós temos médicos, enfermeiras, cobertos em todo campo." [4]

## Referência bibliográfica
- Copeland, Michael and Debra (2002). Within Reach: An Inspirational Journey into the Life, Legacy and Influence of Billy Barty. [S.l.]: Xulon Press. ISBN 1-59160-391-9